# Agent économique
Pour les articles homonymes, voir Agent.
Un agent économique est, en économie, une personne physique ou morale prenant des décisions qui participent à l'activité économique. Il est l'actant économique principal des modèles économiques. Le périmètre pertinent de définition de : les courants de pensée économiques les définissent de manière différentes, ainsi que la comptabilité nationale.

## Approches théoriques

### Approche économique ancienne
La question de la définition de l'agent économique est au centre des controverses économiques du XVIIIe siècle. Au sein de l'école physiocrate, François Quesnay crée un système de pensée où il définit l'économie nationale comme peuplée de trois agents économiques : les fermiers, les propriétaires fonciers et les artisans. Il qualifie cette dernière de « classe stérile ». Cette conception est plus tard critiquée par Adam Smith, qui considère les travailleurs et les commerçants comme les agents économiques majeurs.
Le marxisme se fonde lui aussi à partir d'une remise en question de la définition des agents économiques. Karl Marx propose une analyse de l'économie avec une bipartition sociale, entre les capitalistes d'un côté, et les travailleurs de l'autre, représentatifs de la bourgeoisie et du prolétariat. Néanmoins, au sein de la classe des capitalistes, Marx distingue deux catégories d'agents économiques : ceux qui produisent des biens de production et ceux qui produisent des biens de consommation. 
Pour l'école du circuit, les agents économiques doivent être définis de manière proche de la définition de la comptabilité nationale, c'est-à-dire en étant regroupés en pôles fonctionnels. Cette école considère ainsi que les grands agents économiques sont les institutions financières (et notamment les banques), les entreprises, les ménages et les administrations publiques. Chez les keynésiens, chaque agent économique est classé par référence à sa fonction principale dans l'économie. Un entrepreneur appartement à l'agent " entreprises " en raison de sa fonction de base bien qu'il peut effectuer des opérations de consommation courante, à titre secondaire, qui concerne l'agent " ménages ". Une banque effectue, à titre principal des opérations financières est classée donc dans l'agent " banques " bien qu'elle peut effectuer des opérations, à titre secondaire, relevant des agents " ménages " ou " entreprises ". On peut faire un raisonnement analogue pour démontrer l'appartenance des individus à l'agent " ménages ".

### Approche macroéconomique moderne
La macroéconomie considère que l'agent économique pertinent peut être, ou bien un agent représentatif (le ménage moyen ou médian), ou bien une agrégation d'agents économiques, ou bien, dans le cadre d'une étude sectorielle, un groupe homogène. Dans tous les cas, les agents économiques sont agents car ils agissent dans le cadre d'échanges économiques avec d'autres agents,.
L'objectif de l'étude menée par l'économiste oriente son choix dans la définition des agents économiques qu'il souhaite étudier.

### Approche microéconomique moderne
La microéconomie s'intéresse aux décisions prises par les agents économiques. Chaque agent possède des caractéristiques particulières qui permettent aux économistes de prévoir ses décisions. Plutôt qu'être un simple représentant de sa classe ou de son groupe d'appartenance, l'agent microéconomique arbitre entre les choix possibles, pour maximiser son utilité. L'hypothèse qui sous-tend cette conception est celle de la rationalité des agents, qui sont censés effectuer des choix optimaux en s'appuyant sur un calcul coût-avantage.
Les néoclassiques considèrent qu'il faut s'intéresser à deux types d'agents économiques : le consommateur et le producteur. Le consommateur offre son travail en échange d'un salaire, qu'il va consommer sur le marché des biens et services. Le producteur achète la force de travail et les capitaux nécessaire à la production, et l'écoule ensuite sur le marché des biens et services. Comme le note la Direction générale du Trésor dans une note longue de 2021, « les modèles traitent les ménages et les entreprises de manière quasi-symétrique malgré leur profonde différence de nature, en les rassemblant dans le concept d'agents économiques ».

## Approche de la comptabilité nationale
Les organes de comptabilité nationale regroupent les agents économiques selon leurs fonctions, à l'instar de l'école du circuit. Les catégories les plus simples sont les ménages, les entreprises et le gouvernement. La fonction principale des entreprises et du gouvernement est de produire des biens et services, celle des ménages est de consommer.
En France, l'INSEE catégorise les agents économiques en six catégories, aussi appelées unités institutionnelles. Chaque catégorie inclut des sous-divisions.
| Agent économique                                               | Fonction principale                                           | Ressources                                                      |
| -------------------------------------------------------------- | ------------------------------------------------------------- | --------------------------------------------------------------- |
| Sociétés non financières (SNF)                                 | Produire des biens et des services marchands                  | Produit de la vente                                             |
| Sociétés non financières et entrepreneurs individuels (SNFEI)  | Produire des biens et des services marchands                  | Produit de la vente                                             |
| Sociétés financières (SF)                                      | Produire des biens et des services financiers marchands       | Produit de la vente                                             |
| Administrations publiques (APU)                                | Produire des services non marchands                           | Prélèvements obligatoires (impôts, taxes, cotisations sociales) |
| Ménages (y compris entrepreneurs individuels)                  | Consommer                                                     | Salaires, allocations sociales, patrimoine                      |
| Institutions sans but lucratif au service des ménages (ISBLSM) | Produire des biens et des services marchands ou non marchands | Cotisations des adhérents, dons ou prélèvements                 |
| "Reste du monde" (UE et pays tiers)                            | L'échange avec d'autres agents économiques                    | Importations, exportation                                       |

## Débats et critiques

### Agents représentatifs ou hétérogènes?
Les modèles économiques théoriques sont le plus souvent basés sur des hypothèses comportementales homogènes, afin de décrire les ensembles économiques de la manière la plus simple. Ainsi les ménages consomment, les entreprises produisent.
La théorie économique gagnant en complexité, les économistes affinent leur segmentation des agents économiques pour les différencier selon certains critères comme le revenu, le patrimoine ou l'âge.